# Astragalus brachylobus
Astragalus brachylobus är en ärtväxtart som beskrevs av Dc. Astragalus brachylobus ingår i släktet vedlar, och familjen ärtväxter. Inga underarter finns listade i Catalogue of Life.